# Área postrema
El área postrema es una estructura medular localizada en el tallo cerebral que controla el vómito. Su ubicación privilegiada en el cerebro permite al área postrema, desempeñar un papel vital en el control de las funciones autónomas del sistema nervioso central.

## Anatomía
El área postrema es una pequeña protuberancia ubicada en el límite anteroposterior del cuarto ventrículo. Células ependimarias especializadas se encuentran en el área postrema. Estas células ependimarias especializadas difieren ligeramente de la mayoría de las células ependimarias, formando un epitelio unicelular de los ventrículos y el canal central.

## Conectividad
El área postrema se conecta al núcleo del tracto solitario y otros centros de control autonómico en el tronco del encéfalo. Es excitado por diferentes impulsos del tracto gastrointestinal y otras áreas periféricas.

## Función

### Quimiorecepción
Siendo uno de los órganos circunventriculares, se encarga de detectar toxinas en la sangre y actúa como un centro de inducción del vomito.

### Regulación Autonómica
La posición fuera de la  barrera hematoencefálica del área postrema hace esta región de la médula un jugador clave en el control autonómico de varios sistemas fisiológicos, incluyendo los sistemas cardiovasculares y los sistemas que controlan la alimentación y el metabolismo.

## Patología

### Lesiones del Área Postrema
Los daños al área postrema, causadas principalmente por lesiones o ablación, previenen el desarrollo normal de sus funciones. La ablación es hecha normalmente mediante cirugía y para el propósito de descubrir el efecto exacto del área postrema en el resto del cuerpo.